# Katie Sheridan

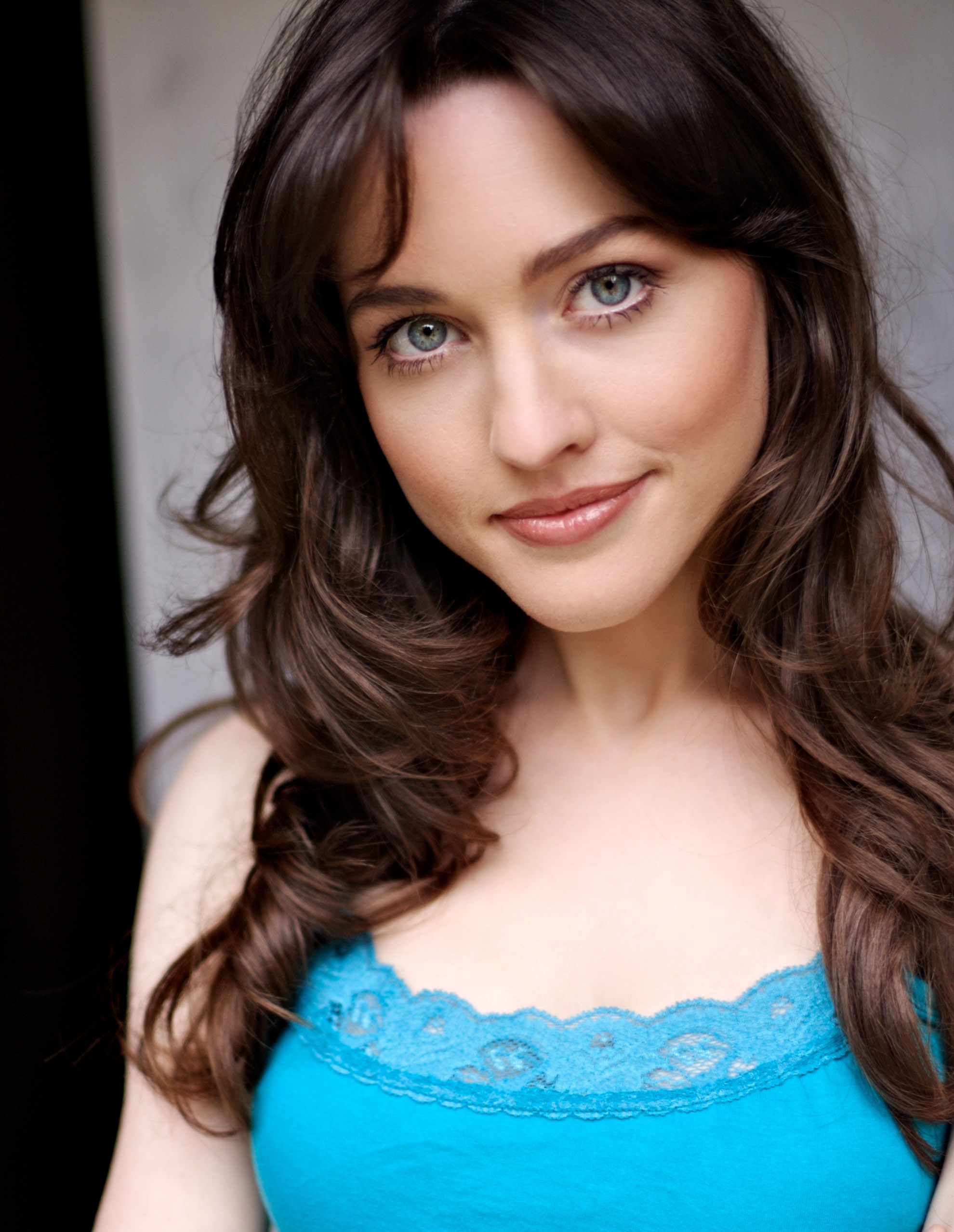
Katie Sheridan (2011)

Katie Teresa Sheridan (* 29. Dezember 1986 in Berkshire) ist eine britische Schauspielerin.
Sheridan wurde 1986 als erstes Kind von Michael und Teresa Sheridan geboren, sie hat einen jüngeren Bruder namens Robert. 
Bereits als 4-Jährige besuchte sie eine örtliche Tanzschule und trat mit 9 Jahren dem Berkshire Girls’ Choir bei. Im Alter von 13 Jahren wurde sie von der Jackie Palmer Agency unter Vertrag genommen, die ihr im August 2001 ihre erste Rolle in der Fernsehserie Cracking the Killer’s Code vermittelte.
Nach Abschluss der Secondary School besuchte Sheridan ein College um ein BTEC National Diploma in Performing Arts und ein English Literature 'A' level zu erhalten. Während der Collegezeit begannen auch die Dreharbeiten zur Fernsehserie Genie in the House, mit der Sheridan in der Rolle der Sophie Norton ihren Durchbruch feiern konnte.

## Filmografie (Auswahl)
- 2003: Real Crime (Fernsehserie, Folge Cracking the Killer’s Code)
- 2003: Powers (Fernsehserie, Folge Is There Anybody Out There?)
- 2004: Lighthouse Hill
- 2004: Casualty (Fernsehserie, Folge Parenthood)
- 2004: Waking the Dead – Im Auftrag der Toten (Waking the Dead, Fernsehserie, Folge The Hardest Word)
- 2004: In 2 Minds (Fernsehserie, 2 Folgen)
- 2005: If … (Fernsehserie, Folge If TV Went Down The Tube)
- 2005: Lovesoup (Fernsehserie, Folge Death and Nurses)
- 2006: Brief Encounters (Fernsehserie, Folge Hot or Not)
- 2005–2009: Genie in the House (Fernsehserie, 78 Folgen)
- 2012: Crushing Snails
- 2013: Which Is Witch (Fernsehserie, 3 Folgen)
- 2014: The Confusion of Tongues
- 2015–2020: Match Not Found (Fernsehserie, 5 Folgen)
- 2018: Together
- 2018: The Convent
- 2018: Rebecca Gold: The Series (Fernsehserie, 50 Folgen)
- 2021: Give Them Wings
- 2021: NightwatchMan (Fernsehserie, 3 Folgen)
- 2022: Lore
- 2022: The Royal Nanny (Fernsehfilm)
- 2024: Frankenstein – Legacy
- 2024: The Jury – Murder Trial
- 2024: Firecracker